# A.M. Hirschsprung & Sønner
A.M. Hirschsprung & Sønner foi uma empresa tabagista dinamarquesa com sede em Copenhagen, Dinamarca. A empresa, foi fundada por Abraham Marcus Hirschsprung, um germano-judeu, em 1826. A empresa esteve sob o controle de membros da família Hirschsprung até 1972 quando foi comprada e fechada.

## História

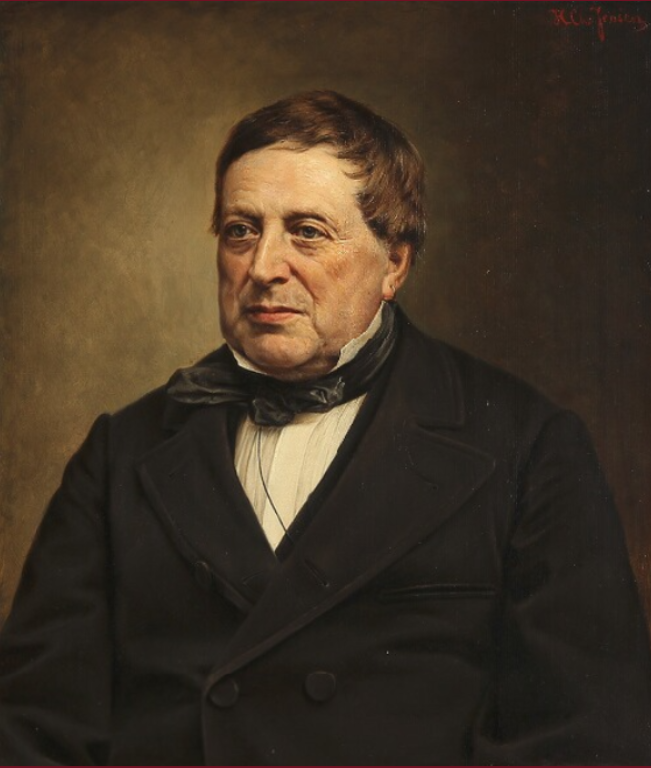
Abraham Marcus Hirschsprung

A empresa foi fundada em 1826, quando Abraham Marcus Hirschsprung (1793 - 1871), se mudou de Hamburgo, na Alemanha, para a Copenhagen, na Dinamarca. Na Dinamarca, Hirschsprung  abriu uma tabacaria no porão do Hotel d’Angleterre. O hotel estava então localizado na esquina da Estada Østergade com Kongens Nytorv.

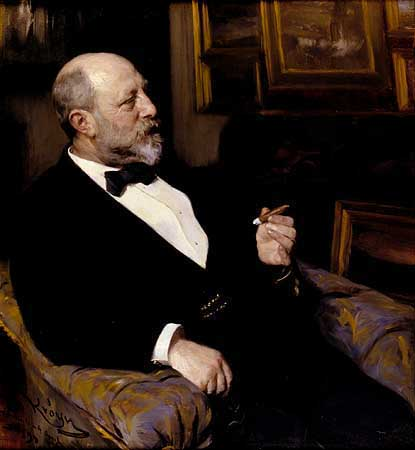
Quadro de PS Krøyer retratando Heinrich Hirschsprung, um dos filhos de Abraham Hirschsprung, que herdou a administração da empresa, 1898~1899

A A.M. Hirschsprung & Sons ainda era apenas uma pequena empresa quando passou a ser administrada por dois dos filhos de Hirschsprung, Bernhard Hirschsprung (1834 - 1909) e Heinrich Hirschsprung (1836-1908). Hirschsprung esperava  que seu filho mais velho, Harald Hirschsprung (1830 - 1916) fosse o herdeiro da empresa, mas Harald acabou dedicando sua vida à medicina. Heinrich Hirschsprung foi encarregado das atividades comerciais, enquanto Bernhard Hirschsprung ficou responsável pela produção. Heinrich Hirschsprung era apaixonado por arte e fundou a Coleção Hirschsprung em Copenhagen.

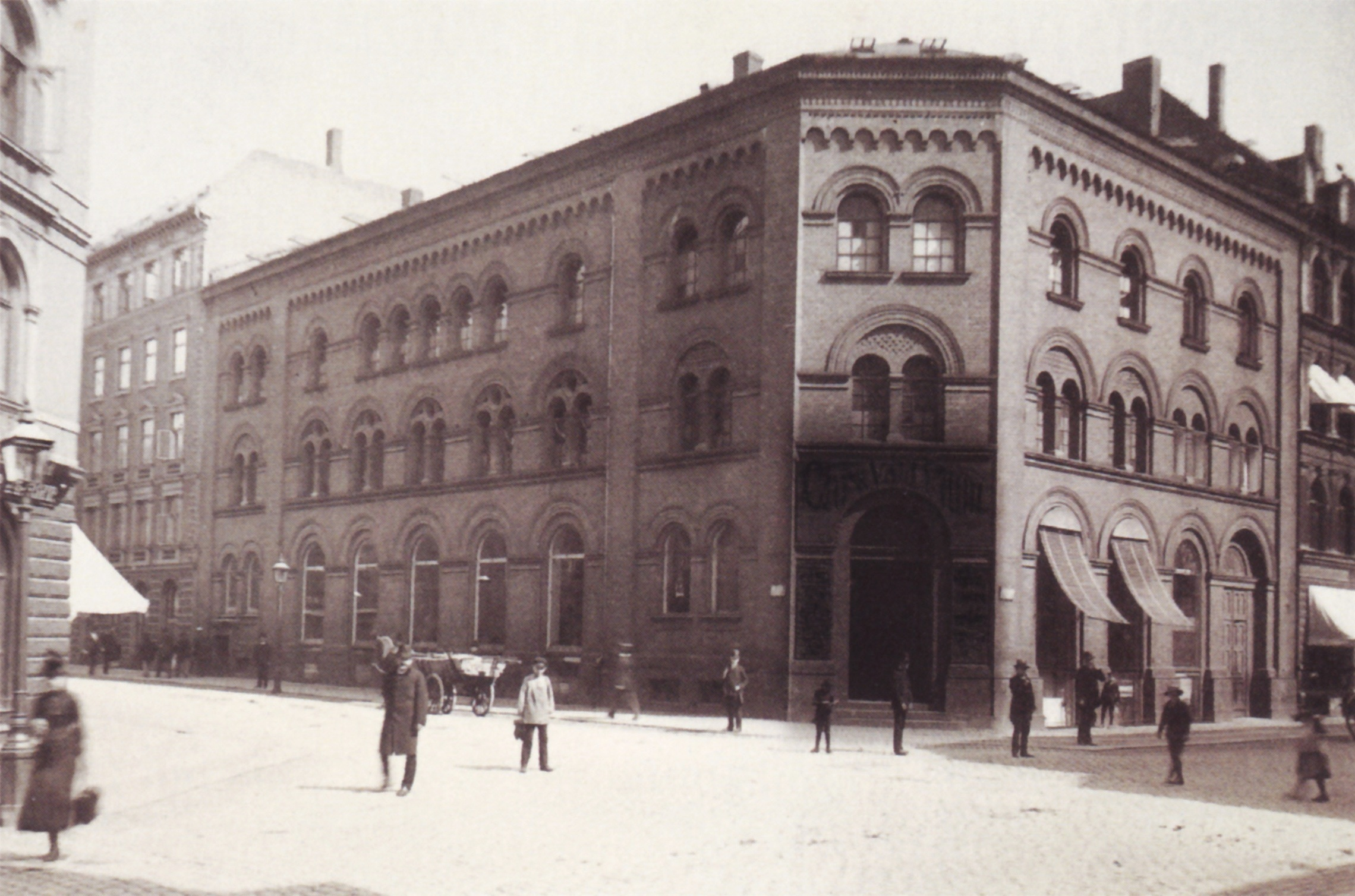
Fabrica de tabaco concluída em 1866 sob projeto do arquiteto Ove Petersen

Sob a liderança de Heinrich e Barnhard Hirschsprung, a A. M. Hirschsprung & Sønner cresceu e se tornou uma das principais empresas de tabaco do país. Eles compraram uma propriedade em Østergade 6 em 1864 e substituíram-na por um novo edifício em 1870, edifício que servia para a venda dos produtos. Eles também construíram uma nova fábrica de tabaco em Tordenskjoldsgade 7-9, no bairro de Gammelholm. A fábrica foi concluída em 1866 com projeto de Ove Pedersen (1830-1892) e posteriormente alterada por Axel Maar (1888-1978).
A empresa foi convertida em uma sociedade limitada em 1899. Holger Hirschsprung foi nomeado CEO e os membros do conselho eram HN Andersen, Isak Glückstadt, Bernhard og Heinrich Hirschsprung e A. B. Munter.
Em 1855, A.M. Hirschsprung & Sønner  mudou-se para uma nova sede em Virum, um bairro do subúrbio de Copenhague. 
Em 1972, a empresa, como muitas outras do ramo, foi comprada pelo Scandinavian Tobacco Group e suas atividades foram encerradas..

## Legado

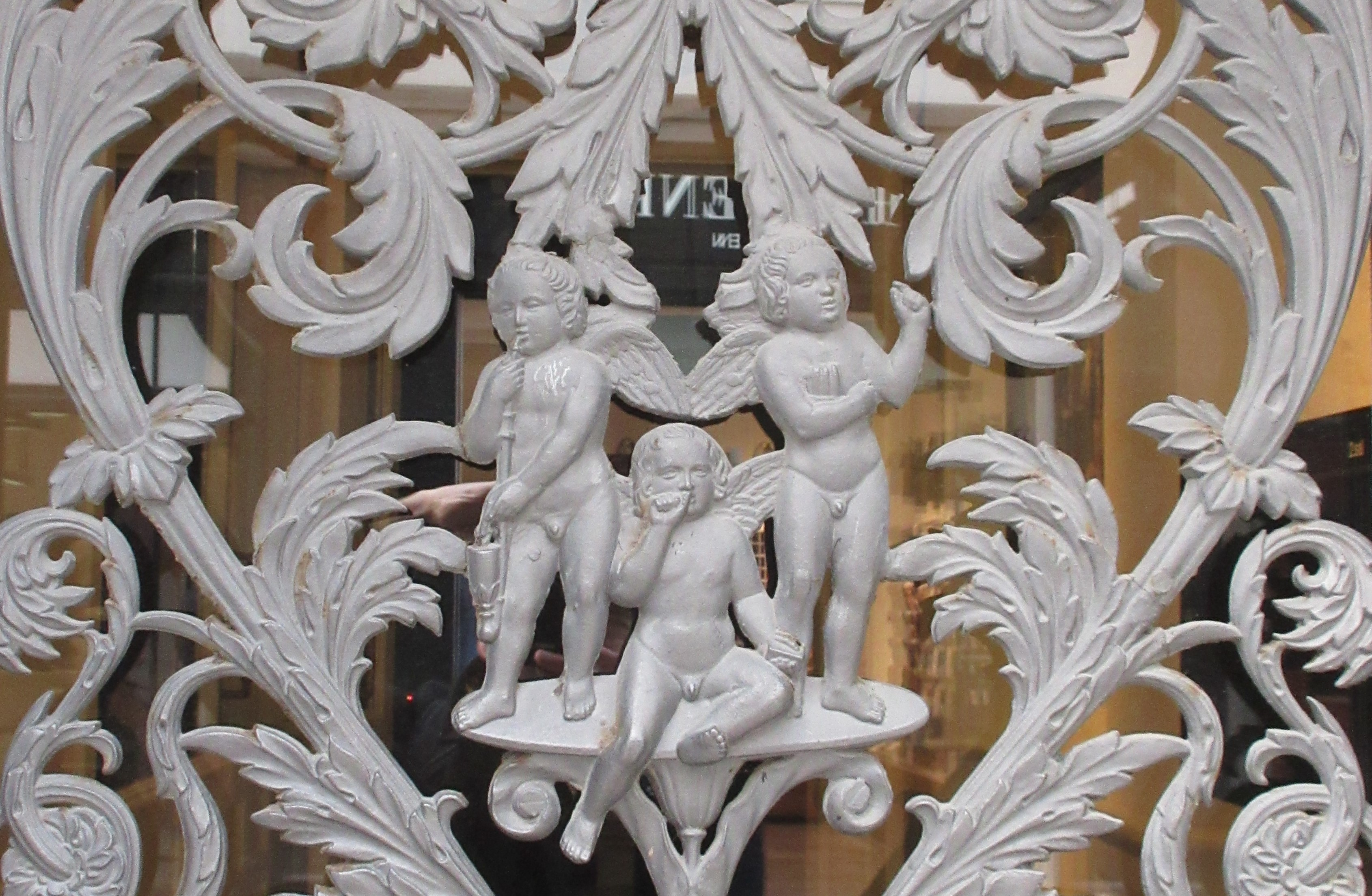
Anjos Fumantes na porta de Østergade 6

As antigas propriedades da A.M. Hirschsprung & Sønner em Østergade, Tordenskjoldsgade e Virum permanecem de pé. A porta do edifício em Østergade 6 apresenta decorações de ferro bruto com Anjos Fumantes.
O edifício em Virum, agora conhecido como Casa Hirschsprung (Hirschsprungs Hus), foi vendido pelo Scandinavian Tobacco Group em 1985 e serviu como sede da Rambøll. O prédio agora é propriedade do Fundo de Pensão PKA, o prédio foi remodelado em 2017 e a NNE, uma subsidiária do grupo Novo Nordisk, agora está sediada no edifício.